# 井上駅
井上駅（いのうええき）は、長野県須坂市大字井上にあった長野電鉄屋代線の駅（廃駅）。駅番号はY12。

## 歴史
- 1922年（大正11年）6月10日：河東鉄道により開業[1]。
- 1926年（大正15年）9月30日：河東鉄道と長野電気鉄道の合併により、長野電鉄が発足したことに伴い、河東線の駅となる。
- 1972年（昭和47年）12月21日：駅員無配置化[1]。
- 2002年（平成14年）9月18日：路線名改称により屋代線の駅となる。
- 2012年（平成24年）4月1日：屋代線廃止により廃駅[1]。

## 駅構造
単式ホーム1面1線を有する地上駅。かつては有人駅だったが、1972年（昭和47年）に無人駅とされた。

## 駅周辺
須坂長野東ICの開設によって周辺地域はスーパーマーケットや飲食店、運送会社などが進出している。
- 須坂市立井上小学校
- 井上郵便局
- 上信越自動車道 須坂長野東IC
- 国道403号

## 廃止後

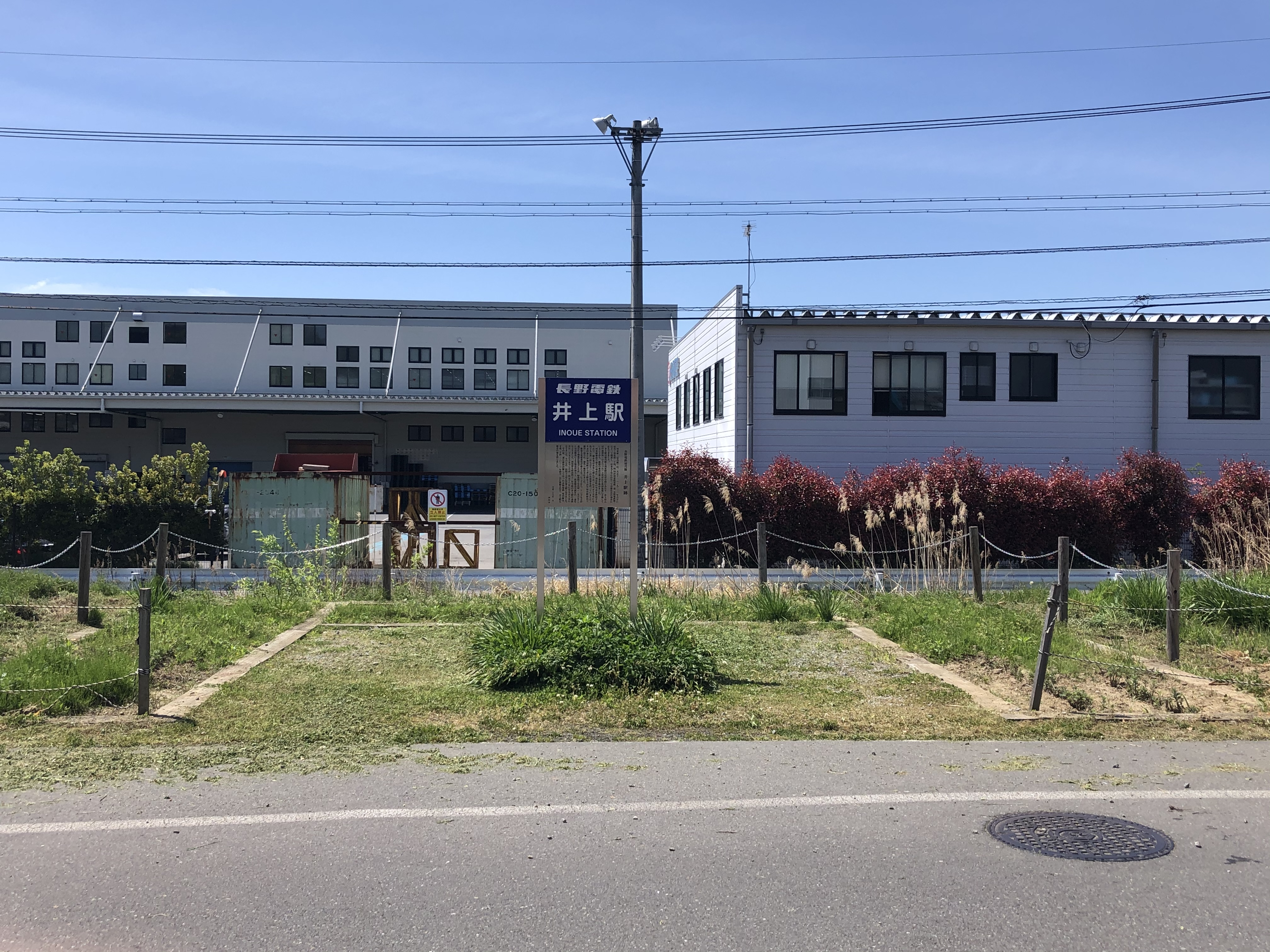
整備後の井上駅跡（2020年5月）

直ちに全ての構造物が撤去され、更地となった。しばらく付近の商店が無断で駐車場として使用していたが、2017年に須坂市によって柵などを設置して整備された。駅名標を模した簡素な案内板が建てられている。線路跡も設備が撤去されてから長らく放置状態だったが、2023年時点では長野市境から鮎川橋梁まで自転車通行帯併設道路として整備されている。
また屋代線代替バス路線が設定されたが当駅最寄りのバス停は「幸高」バス停である。なお少し離れた場所に当駅の駅名と同じ名前の「井上」バス停がある。

## 隣の駅
長野電鉄
■屋代線
綿内駅 (Y11) - 井上駅 (Y12) - 須坂駅 (NY13)